# Gunda
Gunda é um gênero de mariposa pertencente à família Bombycidae.